# 粗米螺
粗米螺（学名：Eoscaphander fragilis）是头楯目盒螺總科原粗米螺科原粗米螺屬的物種，見於台灣恆春半島恆春西台地四溝層及東北部大里蝦廠。